# Léonard-Alexis Autié
 (février 2023).
La mise en forme du texte ne suit pas les recommandations de Wikipédia : il faut le « wikifier ».
Les points d'amélioration suivants sont les cas les plus fréquents. Le détail des points à revoir est peut-être précisé sur la page de discussion.
- Les titres sont pré-formatés par le logiciel. Ils ne sont ni en capitales, ni en gras.
- Le texte ne doit pas être écrit en capitales (les noms de famille non plus), ni en gras, ni en italique, ni en « petit »…
- Le gras n'est utilisé que pour surligner le titre de l'article dans l'introduction, une seule fois.
- L'italique est rarement utilisé : mots en langue étrangère, titres d'œuvres, noms de bateaux, etc.
- Les citations ne sont pas en italique mais en corps de texte normal. Elles sont entourées par des guillemets français : « et ».
- Les listes à puces sont à éviter, des paragraphes rédigés étant largement préférés. Les tableaux sont à réserver à la présentation de données structurées (résultats, etc.).
- Les appels de note de bas de page (petits chiffres en exposant, introduits par l'outil «  Source ») sont à placer entre la fin de phrase et le point final[comme ça].
- Les liens internes (vers d'autres articles de Wikipédia) sont à choisir avec parcimonie. Créez des liens vers des articles approfondissant le sujet. Les termes génériques sans rapport avec le sujet sont à éviter, ainsi que les répétitions de liens vers un même terme.
- Les liens externes sont à placer uniquement dans une section « Liens externes », à la fin de l'article. Ces liens sont à choisir avec parcimonie suivant les règles définies. Si un lien sert de source à l'article, son insertion dans le texte est à faire par les notes de bas de page.
- La présentation des références doit suivre les conventions bibliographiques. Il est recommandé d'utiliser les modèles {{Ouvrage}}, {{Chapitre}}, {{Article}}, {{Lien web}} et/ou {{Bibliographie}}. Le mode d'édition visuel peut mettre en forme automatiquement les références.
- Insérer une infobox (cadre d'informations à droite) n'est pas obligatoire pour parachever la mise en page.

Pour une aide détaillée, merci de consulter Aide:Wikification.
Si vous pensez que ces points ont été résolus, vous pouvez retirer ce bandeau et améliorer la mise en forme d'un autre article.
Pour les articles homonymes, voir Léonard, Autié et Autier.
Léonard-Alexis Autié ou Autier (Pamiers, v. 1751 – Paris, 20 mars 1820), plus connu sous le nom de Léonard, est le coiffeur favori de la reine Marie-Antoinette. Il est également le fondateur du Théâtre de Monsieur en 1789, exploitant le répertoire des opéras-comiques français et italiens.

## Présentation
Léonard-Alexis Autié naît à Pamiers en Languedoc, dans l'actuel département de l’Ariège. Il est le fils aîné d'Alexis Autié et de Catherine Fournier, tous deux domestiques. Il a deux jeunes frères, Pierre et Jean-François Autier, qui deviendront eux aussi coiffeurs et que Léonard-Alexis fera « monter à Paris » pour travailler avec lui. Les trois frères se feront appeler « Léonard », ce qui peut avoir pour effet de créer une certaine confusion, notamment entre Léonard-Alexis, l'étoile de la coiffure de la deuxième moitié du XVIIIe siècle, et son plus jeune frère Jean-François, entré dans l'Histoire en raison de son rôle dans l'épisode de la fuite de Varennes. Longtemps, les historiens ont cru qu'il n'y avait qu'un seul Léonard, ce qui a eu pour effet de créer des polémiques entre experts.
Léonard-Alexis a un parcours tout à fait remarquable en raison de son talent, sa créativité, son ascension sociale fulgurante, mais également sa proximité incongrue avec la reine de France. Dans l'histoire de la monarchie absolue en France, il est tout à fait exceptionnel de pouvoir approcher la personne royale, et encore plus de pouvoir s'introduire dans ses appartements privés. L'étiquette réglemente strictement qui est autorisé à approcher la reine, selon son rang et ses fonctions. Normalement, seuls les nobles ont ce privilège. La reine Marie-Antoinette, en autorisant des roturiers tels que Léonard à entrer dans ses appartements, va introduire des changements inédits.

### Carrière
Léonard-Alexis commence sa carrière à Bordeaux, avant de gagner Paris en 1769. Il commence par coiffer Julie Niébert, actrice au théâtre de Nicolet. Son style atypique et novateur attire immédiatement l'attention. Il entre ainsi rapidement au service de dames de la noblesse, y compris de Madame du Barry, la maîtresse du roi Louis XV, et de la Marquise de Langeac, dame de compagnie de la Dauphine Marie-Antoinette. Sa popularité décolle et il devient le coiffeur le plus prisé de la cour de France.
En 1772, il coiffe la Dauphine en personne. Marie-Antoinette a déjà son coiffeur officiel, dont le nom est Larseneur. Mais elle lui préfère Léonard. Chaque jour, Larseneur vient solennellement s’acquitter de son office, mais Marie-Antoinette n’aime pas la façon dont il coiffe. Elle ne le lui dit pas et ne veut pas le congédier. Elle le laisse par conséquent terminer son pompeux travail et, lorsqu'il se retire après les révérences d’usage, une demoiselle d’honneur introduit à la dérobée Léonard dans les appartements privés de la reine. Celui-ci peut recommencer la coiffure et l’accommoder à son goût.
En janvier 1774, à la demande de Marie-Antoinette, Léonard et la styliste Rose Bertin relancent la parution du magazine de mode intitulé le Journal des Dames. La Dauphine règle tous les frais de l'opération, et la Baronne de Princen (1736-1812), dans une situation financière délicate, accepte de prêter son nom en tant que rédactrice en chef. Le premier numéro met en avant les tenues et les coiffures de la Dauphine mais présente également une nouvelle coiffure créée par Mademoiselle Bertin, le ques-à-co, composée de trois plumes à l'arrière de la tête, formant comme un point d'interrogation. Elle sera bientôt portée par toutes les dames de la cour, y compris par Madame du Barry. Bien que Léonard et Rose s'entendent « comme deux sœurs », il ne peut s'empêcher de ressentir un peu de jalousie et crée bientôt à son tour une nouvelle coiffure qu'il nomme le « pouf », porté pour la première fois en avril 1774 par la duchesse de Chartres, avant d'être adopté par Marie-Antoinette, ce qui en lance la mode.

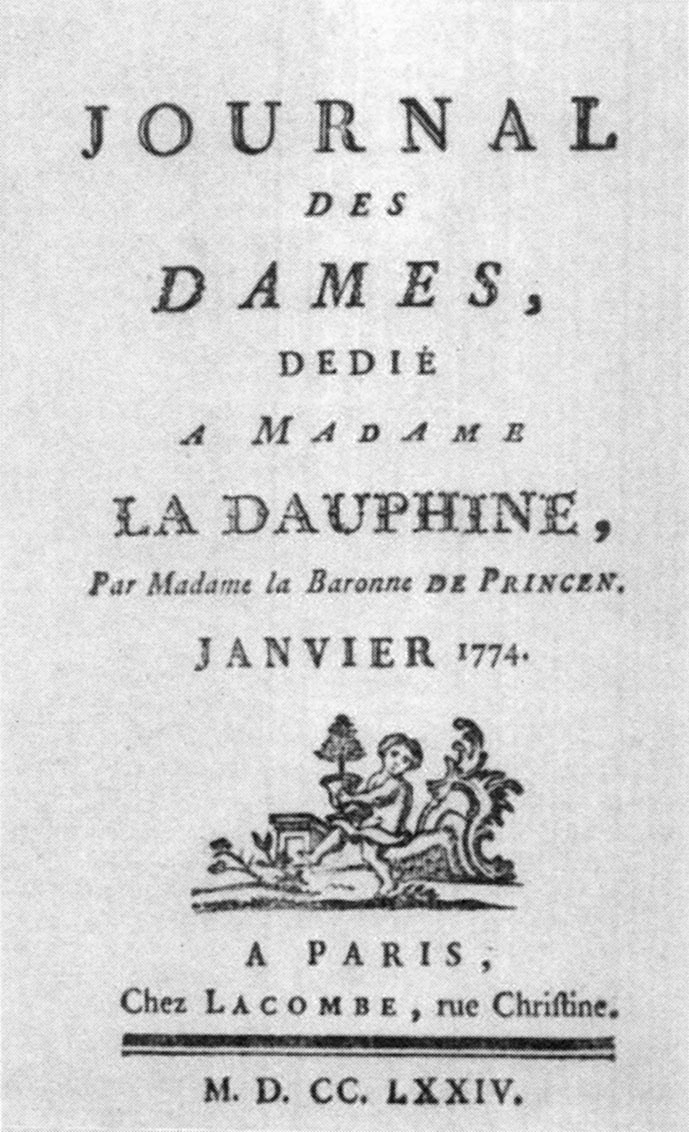
Le Journal des Dames en 1774.
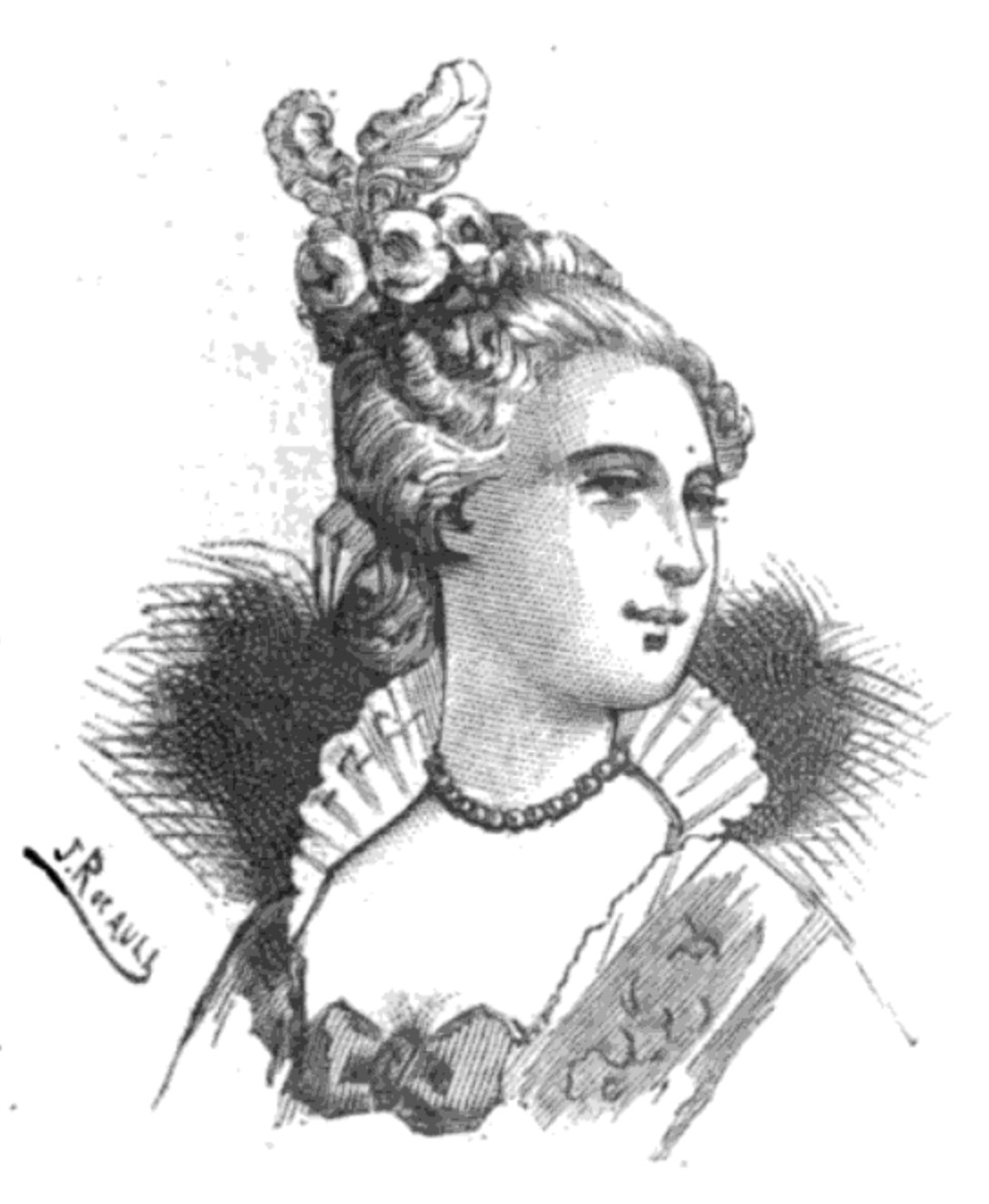
Coiffure le ques-à-co, créée par Rose Bertin[12].
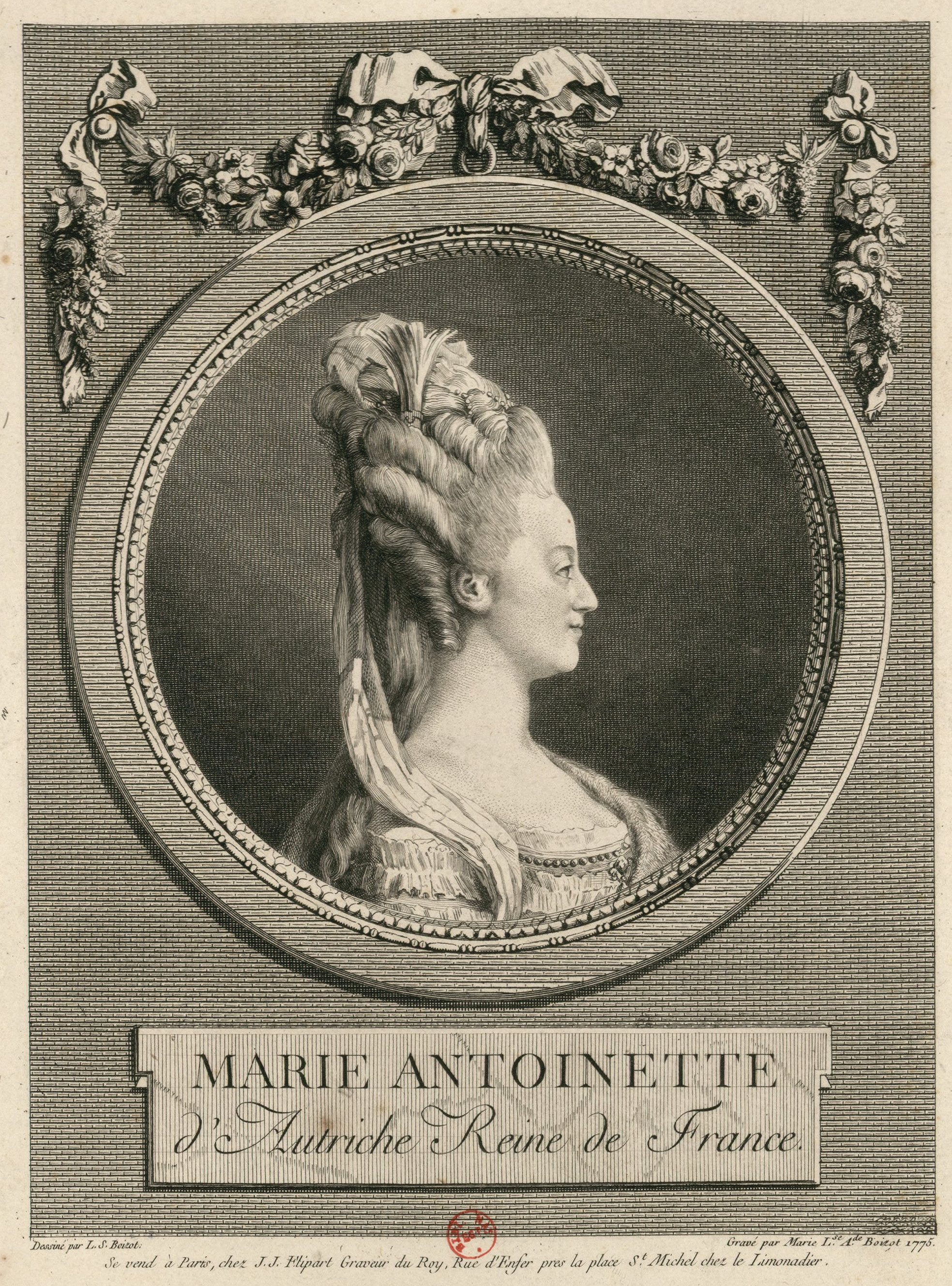
Marie-Antoinette coiffée à la Zéphyr[13].

Fort de ce succès, Léonard fonde une école de coiffure, baptisée l'Académie de coiffeur, située rue de la Chaussée-d'Antin. Il fait venir à lui ses frères Pierre et Jean-François pour s'associer à eux. Jean-François et leur cousin Villanou entrent dans la maison de la Reine comme coiffeurs, tandis que Pierre travaille pour la sœur du roi, Madame Élisabeth. Profitant de la réputation de leur frère aîné, Pierre et Jean-François se font également appeler « Léonard », ce qui compliquera ultérieurement la tâche des historiens.
Au début des années 1780, Larseneur, le coiffeur officiel de Marie-Antoinette, prend sa retraite et la reine fait appel à Léonard pour le remplacer. Elle sait qu'il est excentrique, orgueilleux, narcissique, capricieux, mais elle lui accorde tout de même sa confiance en raison de son talent et de sa créativité inédite. Ses idées extravagantes savent séduire la reine, dont il fait sa muse. Ses « poufs » séduisent toute la cour. Véritables échafaudages de gaze posés sur la tête des dames, ils servent de support à d'excentriques créations représentant des jardins fleuris, les signes du zodiaque, des panières de fruits. Il invente la perruque « à la Belle Poule », par allusion au combat du 17 juin 1778 consacrant la première victoire d'un navire français sur la marine britannique au large de Brest. Marie-Antoinette se fait réaliser à cette occasion une perruque surmontée d'un navire, et toute la cour suit.

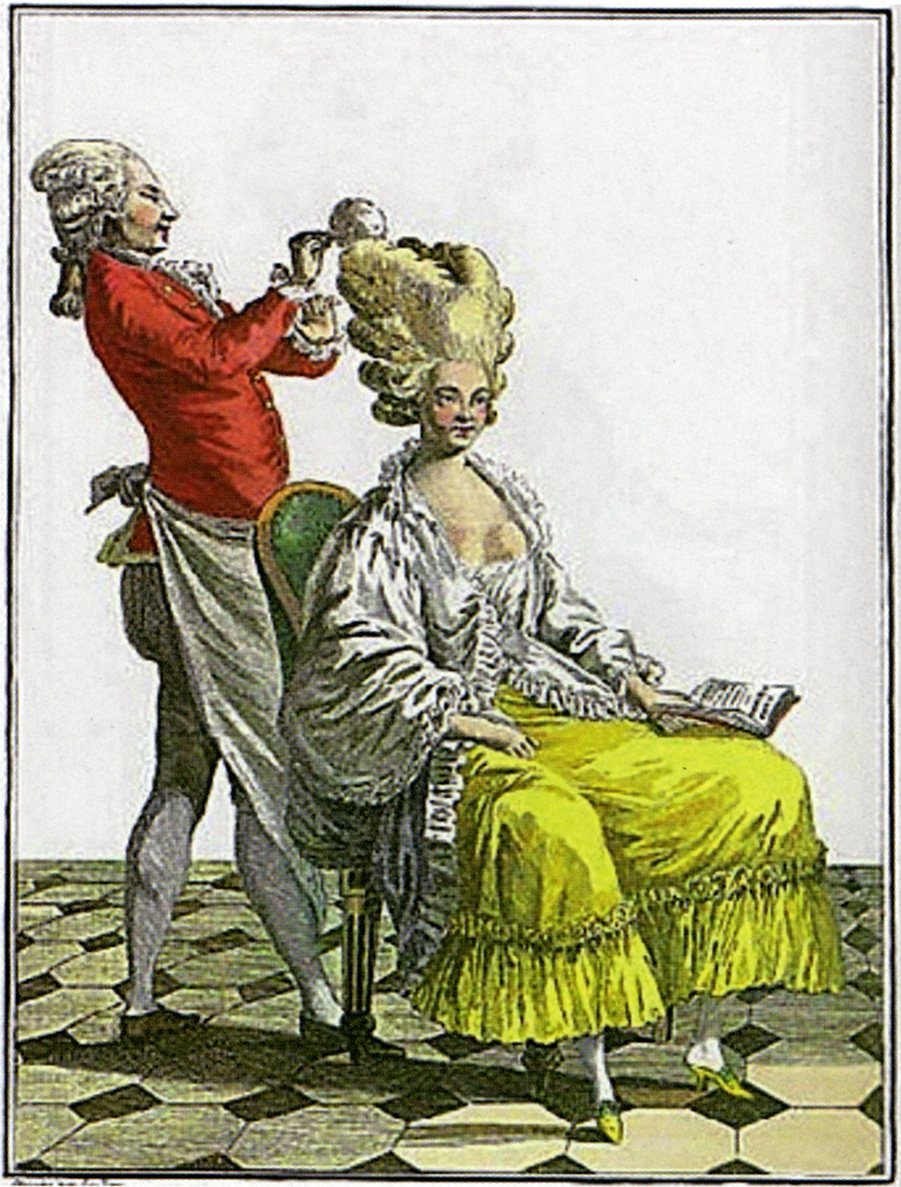
Léonard réalisant une coiffure de style « pouf ».
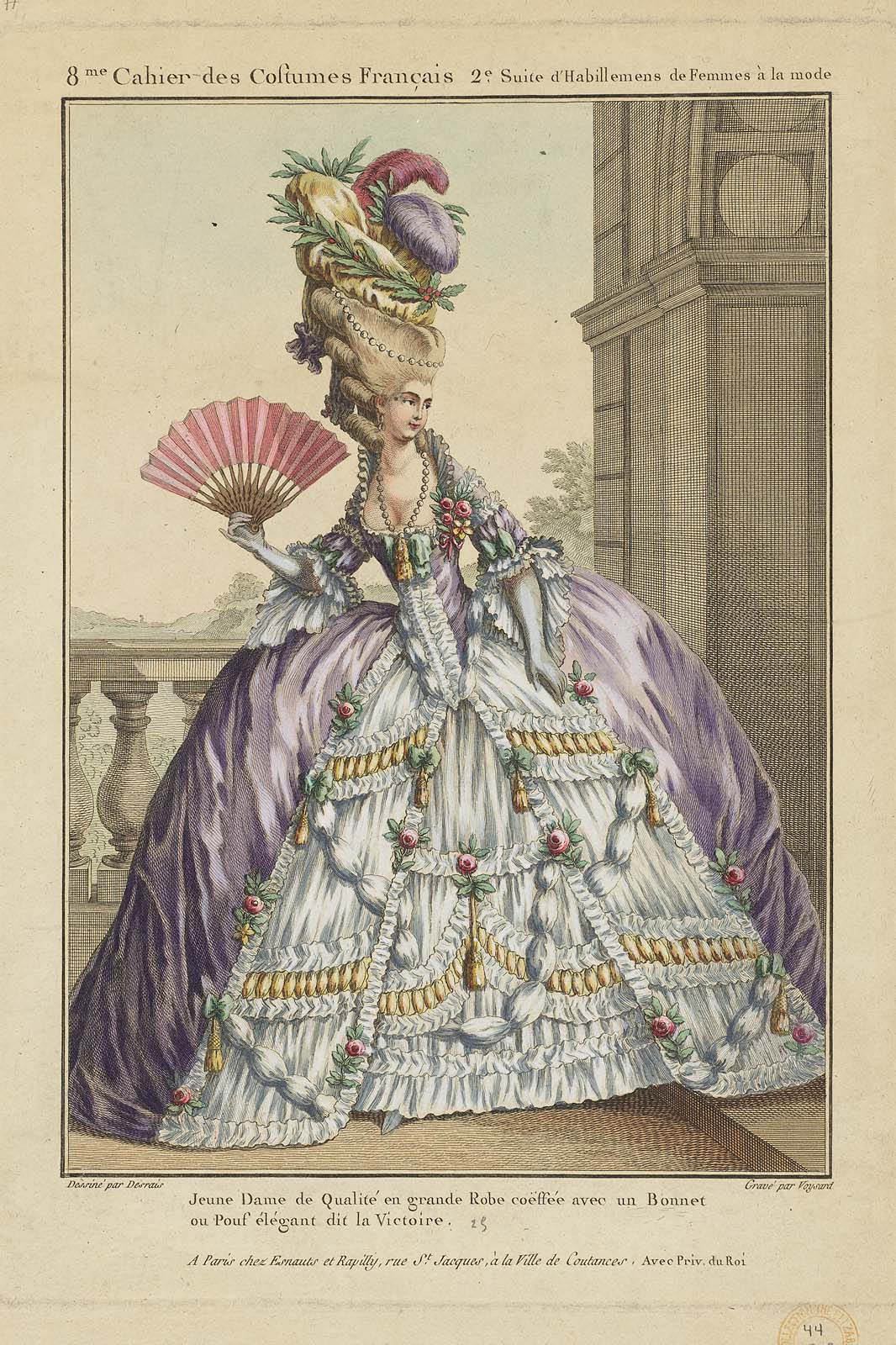
Jeune Dame de Qualité en grande Robe coiffée avec un Bonnet ou Pouf élégant dit la Victoire, extrait du  Cahier des Costumes français, 1778.
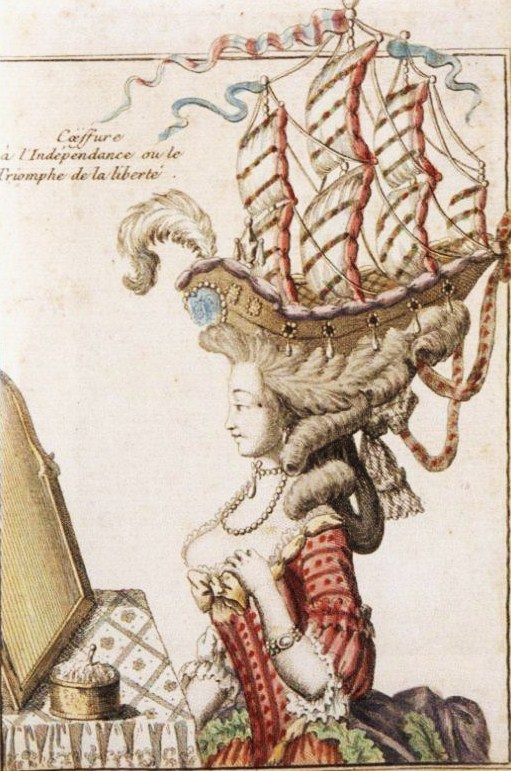
Coiffure à la Belle Poule.

Ces coiffures dépassent un mètre de hauteur et atteignent un poids de cinq kilogrammes. Selon les volumes et artifices employés, une perruque peut coûter 50 000 livres pièce (soit 65 000 €[Quand ?]) pour les plus belles, et la reine et les dames fortunées de la cour en changent quasiment tous les jours.
En 1787, Léonard-Alexis est à la tête d'une fortune qui le met à l'abri du besoin pour le reste de sa vie. N'ayant plus besoin de travailler, il reste néanmoins le Coiffeur de la Reine mais n'intervient plus que pour des occasions spéciales, telles que les bals et les galas. C'est son jeune frère Jean-François qui coiffe la reine au quotidien et qui prend la direction de l'Académie de coiffure.

### LeThéâtre de Monsieur
Marie-Antoinette est férue d'opéra, notamment italien. Elle soutient les efforts de Jacques de Vismes, directeur de l'Académie Royale de Musique, pour produire des opéras italiens entre juin 1778 et mars 1780, mais également ceux de Mademoiselle Montansier, directrice du Théâtre de Versailles, pour faire venir en France la troupe italienne du King's Theatre de Londres, assurant le succès de la saison de l'opéra bouffe à la fin de l'été 1787.
Grâce aux encouragements de Marie-Antoinette, Léonard devient imprésario. Ne disposant pas de fonds suffisants, il prend Mademoiselle Montansier comme associée. Elle apporte la somme de 100 000 livres au capital. Sous l'ancien régime, la charge de protecteur du théâtre est traditionnellement dévolue au plus âgé des frères du roi, que l'on appelle « Monsieur ». Or le comte de Provence à qui revient cette charge n'est pas particulièrement intéressé par le théâtre ou l'opéra et ne finance aucune œuvre en ce sens. Il accepte cependant que l'on utilise son nom pour nommer le nouveau Théâtre de Monsieur.
Léonard et Mademoiselle Montansier sont rapidement en désaccord et se fâchent. Ambitieux, Léonard souhaite présenter quatre genres : l'opéra français, l’opéra italien, le théâtre français et du vaudeville. Mademoiselle Montansier veut, quant à elle, se concentrer sur l'opéra italien et créer une formation d'élite de chanteurs italiens. Elle accepte de se retirer contre le remboursement des 100 000 livres investies et le versement à vie d'une rente annuelle de 20 000 livres. Léonard se retourne vers le violoniste italien Giovanni Viotti, également au service de Marie-Antoinette. Viotti avance des fonds, mais ne dispose pas de la somme complète. Léonard et Viotti finissent par convaincre Mademoiselle Montansier d'accepter 40 000 livres et la rente. Elle ouvre plus tard son propre théâtre (le Théâtre du Palais-Royal) afin de concurrencer le Théâtre de Monsieur.
Le 7 avril 1788, Léonard se voit attribuer le privilège exclusif d'exploiter le théâtre pour une durée de 30 ans. Le 28 mai, une société d'investissement est créée, avec un directoire composé de notaires et d'avocats. Le Théâtre de Monsieur ouvre le 26 janvier 1789 et attire un public nombreux. Il devient le premier théâtre français produisant des opéras italiens toute l'année. En dépit des succès d'audience, les dépenses dépassent régulièrement les recettes et les difficultés financières s'accumulent. L'entreprise prendra fin avec les événements liés à la Révolution française.

### La Révolution française
Au cours des journées révolutionnaires d'octobre 1789, Louis XVI, Marie-Antoinette et leurs enfants s'installèrent dans le palais des Tuileries le 6 octobre 1789 après avoir été ramenés du château de Versailles par les émeutiers. Se sentant prisonnière, la reine va organiser la fuite de Varennes. Elle convoque son coiffeur Léonard (alias Jean-François Autier) dans ses appartements et, grâce à la confiance qu'elle lui témoigne, le charge d'un précieux message à transmettre au duc de Choiseul. Jean-François s'acquitte loyalement de cette mission. Le message indique que Jean-François doit obéir au duc comme à la reine dans l'organisation de la fuite de la famille royale. Le duc montre au coiffeur le cabriolet qui attend dans la cour et lui dit : « on part ».
Après l'échec de la fuite et l'arrestation de la famille royale, Jean-François se réfugie à l'étranger où il est rejoint par Léonard-Alexis. Au bout de trois mois, Léonard-Alexis rentre à Paris. Avec l'avènement de la Terreur, toute personne associée par le passé à la reine se voit menacée et Léonard-Alexis doit à nouveau quitter la France, probablement à la fin de l'année 1792, pour gagner la Russie. Jean-François, entretemps rentré en France, est arrêté en raison de sa participation à la fuite à Varennes et guillotiné le 25 juillet 1794. Léonard-Alexis ne regagne la France qu'en 1814, au début de la Restauration. Il meurt six ans plus tard à Paris, en 1820.

### Situation familiale
Léonard-Alexis Autié se marie à Paris vers 1779. Le 13 septembre 1781, sa fille Marie-Anne Élisabeth est baptisée en l'église Saint-Eustache de Paris. Le registre paroissial indique que sa femme est Marie-Louise Adélaïde Jacobie Malacrida, fille de Jacques Malacrida, officier de bouche du comte d'Artois. Une deuxième fille, Louise Françoise Alexandrine, naît le 6 janvier 1786. Elle est baptisée le 8 janvier avec pour parrain Jean-François Autié et pour marraine Louise Catherine Malacrida, sa grand-mère maternelle. Une troisième fille, prénommée Fanny, naît vers 1789, et un fils, Auguste–Marie, le 27 novembre 1790. Quant Léonard-Alexis émigre, sa femme refuse de le suivre et obtient le divorce le 29 messidor an II (17 juillet 1794). Léonard-Alexis meurt sans laisser de testament. Ses deux filles survivantes, Louise Françoise Alexandrine et Fanny, se partagent la somme héritée de 716 francs et quelques bijoux, notamment une broche représentant un oiseau de paradis, estimée à 3 francs, sans doute reçue pour ses services auprès de Marie-Antoinette.

## Mémoires
Ses mémoires supposés sont publiés à titre posthume en 1838 par Alphonse Levavaseur à Paris, puis par Bourmancé, sous le titre Souvenirs de Léonard, coiffeur de la reine Marie-Antoinette. L'authenticité de l'ouvrage fait débat, son auteur réel pourrait être Louis-François L'Héritier ou Étienne-Léon de Lamothe-Langon.

## Au cinéma
Le rôle de Léonard est interprété au cinéma par :
- James Lance dans Marie-Antoinette (2006)
- Paul Ahmarani dans Marie-Antoinette (téléfilm, 2006)
- Antonin Lebas-Joly dans Ridicule (1996)
- Vincent Nemeth dans Marie Antoinette, reine d'un seul amour, de Caroline Huppert ,épisode des jupons de la Révolution, pour Canal+ (1989)
- Dane Porret dans Lady Oscar (1978)
- Alex Archambault dans Si Paris nous était conté (1956) et dans Si Versailles m'était conté (1954)

### Sources
- Autié, Léonard [authorship disputed] (1838). Souvenirs de Léonard, coiffeur de la reine Marie-Antoinette. Paris: Alphonse Levavaseur. (OCLC 28902173).
- Babeau, Albert (1895). Le théâtre des Tuileries sous Louis XIV, Louis XV et Louis VI. Paris: Société de l'Histoire de Paris. View at Google Books.
- Bashor, Will (2013). Marie Antoinette's Head: The Royal Hairdresser, the Queen, and the Revolution. Guilford, Connecticut: Lyons Press.  (ISBN 9780762791538).
- Bord, Gustave (1909). La Fin de deux légendes. L'affaire Léonard. Paris: H. Dragon. View at Google Books.
- Di Profio, Alessandro (2003). La révolution des Bouffons : L'opéra italien au Théâtre de Monsieur 1789–1792. Paris: CNRS Éditions.  (ISBN 9782271060174).
- Duprat, Benjamin, editor (1905). L'intermédiaire des chercheurs et curieux, 41st year (at Google Books). Paris: L'Intermédiaire des chercheurs et curieux.
- Fayolle; Michaud jeune (1842). « Léonard » in Michaud 1842, p. 323.
- Lenôtre, G. [pseudonym of Théodore Gosselin] (1905). Le Drame de Varennes. Paris: Perrin. View at Google Books.
- Lister, Warwick (2009). Amico: The Life of Giovanni Battista Viotti Oxford: Oxford University Press.  (ISBN 9780195372403).
- Michaud, Joseph-François, editor (1842). Biographie universelle, ancienne et moderne, supplément, vol. 71. Paris: Michaud. View at Google Books.
- Péricaud, Louis (1908). Théâtre de "Monsieur " Paris: Jorel. View at Google Books.
- Tackett, Timothy (2003). When the King Took Flight. Cambridge, Massachusetts: Harvard University Press.  (ISBN 9780674010543).
- Vuaflart, Albert (1916). La maison du comte de Fersen, rue Matignon. La journée du 20 juin 1791 – Monsieur Léonard. Paris. Copy at Gallica.